# František Šmilauer
František Šmilauer, křtěný František Josef (3. října 1892 Ústí nad Orlicí – 6. října 1972 Ústí nad Orlicí), byl český malíř, sochař, grafik a středoškolský pedagog.

## Život
Narodil se v Ústí nad Orlicí do rodiny výpravčího Karla Šmilauera a jeho ženy Marie roz. Marešové. Po absolvování obecné a měšťanské školy pokračoval ve studiu na litomyšlském gymnáziu, kde v roce 1911 maturoval. Následně pokračoval ve studiu na pražské malířské akademii, kde se v letech 1913–1918 vzdělával u profesorů J. Preislera a A. Brömseho. Mezi jeho spolužáky patřili např. Vl. Rada, V. Rabas a V. Sedláček, s nímž navázal pevné přátelství, které trvalo celý život. V roce 1918 studium zdárně absolvoval a získal tak titul akademický malíř. Po složení nezbytné profesorské zkoušky zasvětil svůj další život učitelské dráze.
Krátce působil jako středoškolský učitel kreslení v Kolíně a následně v roce 1924 odešel s dalšími kolegy na Slovensko. Usadil se v Žilině, kde působil až do roku 1938 jako učitel kreslení. Zde se věnoval nejen své výtvarné tvorbě, ale mj. stál i u zrodu slovenského skautingu, sbíral zbraně a lidové umění, byl literárně činný, pěstoval hudbu, divadlo, motorismus či turistiku. Během svého působení na Slovensku vytvořil reliéfy pro salesiánský klášter v Žilině a školu v Bánské Bystrici, realizoval i keramický basreliéf státního znaku a vymodeloval originál bronzové desky na paměť legionářů pro sokolovnu v Žilině aj.
V pohnuté době druhé republiky a světové války působil v Praze jako profesor kreslení na karlínské reálce a po osvobození zastával do roku 1951 funkci ředitele gymnázia v Šumperku. Zbytek života pak prožil v Ústí nad Orlicí, kde byl mj. správcem Okresního muzeaa v letech 1961–1964 vyučoval výtvarné obory na ústecké Lidové škole umění, kde vychoval řadu výtvarníků a malířů. Ke konci svého života zcela oslepl a v říjnu roku 1972 v Ústí nad Orlicí zemřel.

## Výstavy

### Společné
- 1946 Člověk a práce, Pavilon Myslbek, Praha
- 1949/1950 Pracující člověk ve výtvarném umění všech dob, Dům umění, Olomouc
- 1950/1951 Výtvarná úroda 1950, Dům výtvarného umění, Praha
- 1951 Členská výstava Krajského střediska Svazu československých výtvarných umělců v Olomouci – 1951, Dům umění, Olomouc
- 2020 Múza múz: žena, Galerie pod radnicí, Ústí nad Orlicí